# Olympic Azzaweya Sports Club
L'Olympic Azzaweya Sports Club (in arabo نادي أولمبي الزاوية الرياضي‎?), meglio noto come Al-Olympic, è una squadra di calcio libica con sede Zawiya, che milita in Prima Lega.

## Storia
Vanta un titolo nazionale conquistato nel 2004 e una partecipazione alla CAF Champions League 2005.

## Palmarès

### Competizioni nazionali
- Libyan Premier League: 1

2003-2004

### Altri piazzamenti
- Supercoppa di Libia:

Finalista: 2004

## Rosa
| N. |                    | Ruolo | Calciatore                         |
| -- | ------------------ | ----- | ---------------------------------- |
| 2  | Libia (bandiera)   | D     | Hesham Musbah Al-Ajnaf             |
| 3  | Brasile (bandiera) | D     | Artur da Silva                     |
| 4  | Libia (bandiera)   | D     | Younes Salmaan                     |
| 5  | Libia (bandiera)   | D     | Hamza Ali                          |
| 6  | Libia (bandiera)   | D     | Ashraf Abdusalam Al-Gheryani       |
| 7  | Libia (bandiera)   | C     | Abdulbaset Shahaat                 |
| 8  | Libia (bandiera)   | C     | Abdelmu'een Mohamed Mawloud Khmaaj |
| 9  | Libia (bandiera)   | A     | Saleh Al Tawerghe                  |
| 10 | Libia (bandiera)   | C     | Marwan Mohamed Ibrahim Mabrouk     |
| 12 | Libia (bandiera)   | P     | Ali Mukhtar Ali Sheawah            |
| 13 | Libia (bandiera)   | C     | Faraj Salah Abdallah Al-Jamet      |
| 14 | Guinea (bandiera)  | D     | Al-Ameen Seesi                     |

| N. |                           | Ruolo | Calciatore                                  |
| -- | ------------------------- | ----- | ------------------------------------------- |
| 15 | Libia (bandiera)          | D     | Ahmed Al-Sheebani Mohamed Shbeal Al-Nuwairi |
| 16 | Libia (bandiera)          | P     | Mansour Abdallah Mansour 'Akay              |
| 17 | Algeria (bandiera)        | C     | Yacine Belaid                               |
| 18 | Libia (bandiera)          | A     | Ramzi Kakaweah                              |
| 19 | Marocco (bandiera)        | A     | Ayoob Al Saba                               |
| 20 | Costa d'Avorio (bandiera) | C     | Niksan Bado Arthur                          |
| 21 | Libia (bandiera)          | C     | Hussein Deamas                              |
| 23 | Libia (bandiera)          | D     | Ahmed Fawzi Ahmed Al-Mazoughi               |
| 24 | Libia (bandiera)          | A     | Abdusalam Hassan                            |
| 25 | Libia (bandiera)          | A     | Khalifa Qarira Ali Abdallah Al-Nuwairi      |
| -  | Brasile (bandiera)        | C     | Nuno Carlos                                 |
| -  | Libia (bandiera)          | A     | Nadir Al-Tariqi                             |